# Alec Talbot
Alec Talbot (Cannock, 13 luglio 1902 – Stourbridge, 13 agosto 1975) è stato un calciatore inglese, di ruolo centrocampista.

## Carriera
È stato il capitano dell'Aston Villa dal 1933 al 1934.